# Isabelle Illiers
Pour les articles homonymes, voir Legentil.
Isabelle Illiers (vrai nom Isabelle Legentil) est une actrice française qui a fait carrière en France et en Italie. Elle a notamment joué le rôle de O dans l'adaptation par Shūji Terayama de Retour à Roissy.

## Filmographie
- 1980 : L'Immorale : Sylvie (sous le nom d'Isabelle Legentil)
- 1981 : Les Fruits de la passion : O
- 1983 : Y a-t-il un pirate sur l'antenne ?
- 1984 : Bertoldo, Bertoldino e Cacasenno : Anatrude
- 1984 : Barcamenandoci : Isabelle
- 1989 : Mes nuits sont plus belles que vos jours
- 1990 : Samedi, dimanche et lundi (Sabato, domenica e lunedì) de Lina Wertmüller: Carolina